# USS LST-876
O USS LST-876 foi um navio de guerra norte-americano da classe LST que operou durante a Segunda Guerra Mundial.